# Drácula, el no muerto
Drácula, el no muerto (Dracula, the Un-Dead) es una novela de vampiros, escrita por Dacre Stoker, sobrino-biznieto de Bram Stoker e Ian Holt, un estudioso de la figura literaria de Drácula y miembro de la Sociedad Drácula. El título está basado en el título original, The Un-Dead, que Bram Stoker tenía para su novela.
Aunque la novela pretende ser una secuela oficial de Drácula, basándose en varios apuntes breves de Bram Stoker sobre una posible continuación e ideas desechadas, se desvía en varios puntos, al mismo tiempo que profundiza en varias referencias del pasado de los personajes que aparecían en Drácula. Esto hace que la novela no parezca una secuela, sino otra historia, pero con los personajes de Drácula de Bram Stoker.
Drácula, el no muerto asume que Drácula es una ficción literaria escrita por Bram Stoker, pero que difiere de la realidad de los acontecimientos ocurridos en varios puntos. El propio Bram Stoker aparece entre los personajes de la novela. También introduce nuevos personajes, como la condesa Erzsébet Báthory o Jack el Destripador.

## Sinopsis de la novela
Han pasado 25 años tras los acontecimientos de la novela de Drácula. Quincey Harker, hijo de Jonathan y Mina Harker, pretende seguir una carrera en el teatro contra los deseos de su autoritario padre, sumido en el alcoholismo y la depresión debido a que se considera traicionado por su esposa Mina, quien no ha envejecido desde que bebió la sangre del vampiro. Ambos progenitores han procurado mantener a su hijo oculto y apartado de la escena pública. Sin embargo, Quincey está dispuesto a hacer carrera como actor, asociándose con el enigmático Basarab, un atractivo actor de origen rumano, que está teniendo gran éxito en los escenarios de París.
El doctor Jack Seward, obsesionado con dar caza a los vampiros, ha arruinado su matrimonio y se ha convertido en un adicto a la morfina, dedicándose a perseguir a los no muertos. Siguiendo el rastro de la condesa Báthory en París, muere atropellado por su carruaje.
El profesor Abraham van Helsing, ya muy anciano, vive retirado en Ámsterdam, continuando con sus estudios sobre el vampirismo, y manteniendo apenas el contacto con el mundo exterior.
Arthur Holmwood, Lord Godalming, se ha encerrado en sí mismo, y vive deprimido y esperando la muerte, impávido y apático ante todo.
Al mismo tiempo la policía londinense sigue investigando los asesinatos de Jack el Destripador, sucedidos en 1888, al mismo tiempo que la estancia de Drácula en Londres. Uno de los policías que intervino en el caso relaciona un reciente asesinato con la reaparición del asesino y con el profesor Van Helsing. Su visita a la tumba de Lucy Westenra no hace sino incrementar sus sospechas.
Es entonces cuando vuelven a reaparecer los crímenes de Jack el Destripador, y el comisario Contford (quien había abierto la tumba de Lucy) comienza a perseguir con vehemencia a Van Helsing.
Tras la muerte de Jack Seward, Jonathan Harker, como albacea del difunto, marcha a su despacho a preparar los papeles del testamento. Justo cuando va a retornar a casa, es encandilado por una prostituta, que realmente es una vampiresa, sierva de la condesa Báthory.
A su vez, Quincey, hijo de Jonathan y Mina, es tomado bajo la tutela de Basarab, y comienzan a prepararse para representar la obra de Drácula, dirigida por Bram Stoker. En un principio, Bram Stoker no quería darle el papel a Basarab, pero este le amenazó acusándole de injurias y defendiendo a Drácula, diciendo que él no había matado a Lucy, sino que había muerto debido a las transfusiones realizadas por Van Helsing, y que tampoco fue Drácula quien mató a la tripulación del Démeter, sino que fue la peste traída por las ratas.
A Bram le da un ataque que le deja paralizado la mitad del cuerpo... y mientras Quincey Harker había descubierto ya la verdad sobre Drácula, y pretendía pedirle a Basarab que le ayudase a vengar la muerte de su padre, creyendo que había sido Drácula, y no Báthory.
Se alía con Arthur Holmwood, y juntos van a ver a Van Helsing. Van Helsing les dice que Drácula no es el verdadero enemigo, sino que es Báthory... y luego se revela que ha sido convertido en vampiro por Drácula. Cuando Arthur le ataca con la cruz, Van Helsing la coge, y les explica que no le afecta la cruz porque sirve a Dios incluso después de la muerte, igual que Drácula, el cual podía tocar el símbolo de Cristo no por ser tan poderoso, sino porque luchaba en el bando de Dios contra el ejército de las tinieblas (en definitiva, los demás vampiros... e incluso se hace alusión a otros tipos de criaturas). Y también les dice que Basarab es Drácula, y que Báthory es Jack el Destripador. Al parecer, Drácula viajó antes a Londres para detener a Báthory, y cuando se marchó, no era porque huía de Van Helsing y los demás, sino porque Báthory huía y él la perseguía. Al final, su intervención sirvió para que Báthory escapase, y fingió su muerte para no tener que matarles, porque dijo que les respetaba y les tenía por hombres honorables que luchaban por lo que creían justo.
Sin embargo, se niegan a escucharle, locos de ira, y atacan al anciano, quien, a pesar de sus poderes de vampiro, descubre que Quincey también tiene poderes vampíricos, y tras ser atravesado por una flecha, es arrojado por las escaleras, encontrando a la muerte en su caída.
Tras matar a Van Helsing, van al teatro a ver a Basarab-Drácula, pero se encuentran que este es presa de un incendio, y dentro arde Basarab, de quien creen que ha muerto.
Mina también estaba allí, y es atacada por una vampiresa, pero haciendo uso de los poderes que le daba la sangre de Drácula, la mató.
Al final, resulta ser que Drácula no es el tirano que se creía, sino que es un "guerrero de Dios", y nunca se sintió como un verdadero no-muerto. Las pocas veces que mató a alguien fue por necesidad, y casi siempre fue a criaturas malignas. No mató a Lucy, no mató a la tripulación del Démeter... incluso cuando fue atacado al final de la novela homónima, Drácula prefirió fingir su muerte antes que matar a Jonathan Harker, Val Helsing y Arthur Holmwood.
Así, convierte a Mina en vampiro, y se entabla con Báthory en un duelo a muerte de espadas en la abadía de Carfax, que aún le pertenecía. Prosiguen la lucha cuando aún es de día, y le arranca a la condesa el corazón, matándola.
Sin embargo, Quincey (quien en realidad es hijo de Drácula, y que posee parte de los poderes vampíricos de su padre) intenta matarle. Drácula, recordando la promesa hecha a Mina (y que se trataba de su hijo), prefirió suicidarse antes que mantener con este la contienda. Cuando Mina intenta hablar con su hijo, este dice "Mi madre está muerta", obviamente no queriendo aceptar que la vampiresa seguía siendo su madre. Mina se arrojó al mar, de día, muriendo también mediante el suicidio.
La novela acaba con el joven Harker a bordo de un transatlántico, en viaje al Nuevo Mundo: América. Y, casualmente, dentro del barco se llevaba tierra experimental en cajas desde la abadía de Carfax... y decía que la propiedad era de Basarab (Drácula. Aunque la novela da a entender que Quincey Harker desconoce que el afamado vampiro va en el mismo barco que él).
La novela termina mostrando cómo un marinero ve alejarse al navío, quien lee en voz alta el nombre de este: "Titanic".